# ガッリオ
ガッリオ（伊: Gallio）は、イタリア共和国ヴェネト州ヴィチェンツァ県にある、人口約2,300人の基礎自治体（コムーネ）。
中世に都市同盟「セッテ・コムーニ」を構成していたコムーネの一つ。

## 名称
歴史的にはドイツ語系のチンブロ語が話された地域である。イタリア語以外の言語では以下の名称を持つ。
- チンブロ語: Ghèl
- ドイツ語: Gelle

## 地理

### 位置・広がり

#### 隣接コムーネ
隣接するコムーネは以下の通り。
- アジアーゴ
- エーネゴ
- フォーツァ

### 気候分類・地震分類
気候分類では、zona F, 4308 GGに分類される。
また、イタリアの地震リスク階級 (it) では、zona 2 (sismicità media) に分類される。